# Flekušek
Flekušek je naselje v Občini Pesnica.